# Меглеево
Меглеево — деревня в Вологодском районе Вологодской области.
Входит в состав Майского сельского поселения (с 1 января 2006 года по 8 апреля 2009 года входила в Октябрьское сельское поселение), с точки зрения административно-территориального деления — в Октябрьский сельсовет.
Расстояние до районного центра Вологды по автодороге — 24 км, до центра муниципального образования Майского по прямой — 11 км. Ближайшие населённые пункты — Копылово, Мышкино, Илатово.
По данным переписи в 2002 году постоянного населения не было.